# آوگنی

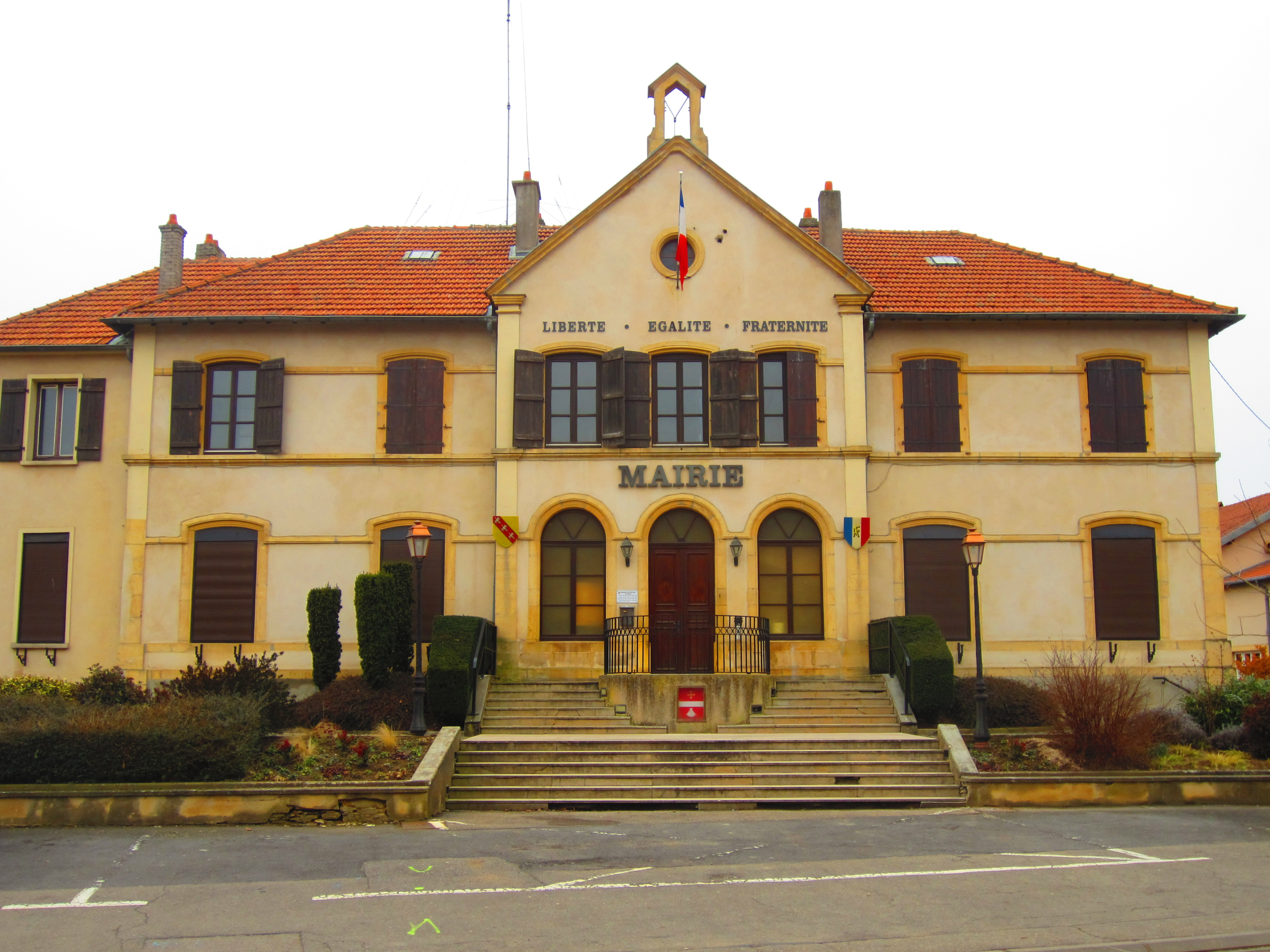
ساختمان شورای شهر اوگنی

آوگنی (به فرانسوی: Augny) یک کمون در فرانسه است که در Canton of Montigny-lès-Metz واقع شده‌است.

## خصوصیات
آوگنی ۱۴٫۹۸ کیلومترمربع مساحت و ۲٬۲۴۵ نفر جمعیت دارد و ۴۷۵ متر بالاتر از سطح دریا واقع شده‌است.